# 504 Cora

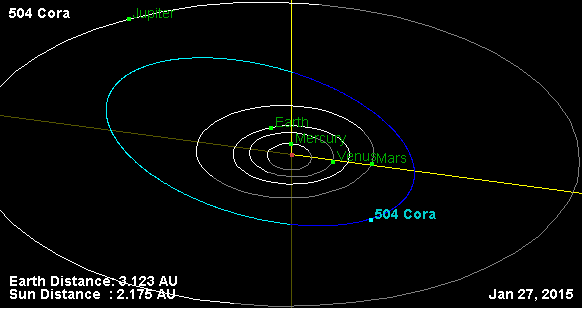
504 Cora
504 Cora là một tiểu hành tinh ở vành đai chính. Nó được Solon Irving Bailey phát hiện ngày 30.6.1902 ở Arequipa (Peru) và được đặt theo tên Cora, vợ của một trong 4 người con trai của Pirua Wiracocha, thần sáng tạo nền văn minh trong thần thoại Inca.